# Alfa Romeo Giulia
L'Alfa Romeo Giulia (Tipo 105) è un'autovettura prodotta dall'Alfa Romeo dal 1962 al 1977. Nata come erede della "Giulietta", è stata proposta in numerose varianti di carrozzeria, nelle tipologie berlina, coupé, cabriolet e spider.
Complessivamente, in 15 anni, ne sono stati prodotti circa 1 milione di esemplari. Ciò ha reso la Giulia una delle vetture più vendute della storia dell'Alfa Romeo; di questi, 572.646 furono realizzati nella versione berlina tre volumi.

## Descrizione generale
Nata all'inizio degli anni Sessanta col compito di sostituire la Giulietta, ne riprendeva lo schema meccanico di base. Il motore era a quattro cilindri di scuola aeronautica, con distribuzione bialbero e costruzione interamente in alluminio. Rispetto a quello della sua progenitrice era presente, oltre all'incremento di cilindrata da 1290 a 1570 cm³, l'importante innovazione delle valvole di scarico raffreddate al sodio (le valvole erano cave, e la cavità conteneva granuli di sodio, che trasportavano il calore dal fungo verso lo stelo).
Le sospensioni anteriori avevano uno schema particolarmente sportivo a quadrilateri sovrapposti, mentre il retrotreno, pur utilizzando la classica e un po' conservatrice soluzione a ponte rigido, fu reso più efficace spostando gli attacchi di molle e ammortizzatori dai semiassi ai bracci longitudinali, mantenendo la scatola del differenziale in alluminio ed evolvendo il disegno del braccio superiore di controllo dello scuotimento laterale. La trasmissione era manuale a cinque rapporti, mentre i freni erano a tamburo, con quelli anteriori a 3 ganasce e tamburi in alluminio alettato, sostituiti in seguito da un impianto a 4 dischi Dunlop (Ate dal 1967).
Nel 1970 altre modifiche meccaniche, le più sostanziali sono la pedaliera ora infulcrata superiormente ed il freno a mano, la cui leva viene spostata da sotto la plancia, di fianco al piantone dello sterzo, alla più convenzionale leva sul tunnel centrale in mezzo ai sedili anteriori.
Se la meccanica era d'avanguardia (a parte alcune soluzioni della primissima serie, come il comando del cambio al volante, con la cloche come optional), anche la scocca a deformazione differenziata con cellula abitativa rigida e la linea della carrozzeria erano molto moderne. Grazie alla coda tronca, alle incavature laterali alla base della linea di cintura (che accompagnavano l'aria dal muso alla coda) e al muso basso e sfuggente, la Giulia aveva un coefficiente di penetrazione aerodinamica (CX) particolarmente basso per l'epoca e la categoria (0,34) grazie all'uso, durante la sua progettazione, della galleria del vento. Famoso fu lo slogan "la Giulia, l'auto disegnata dal vento". Questo design dava al modello un tocco di notevole aggressività (i fari grandi alle estremità, e i piccoli all'interno, ricordavano una persona con le ciglia aggrottate).
Il risultato finale di tanta tecnologia furono prestazioni al vertice della categoria: una prova su strada condotta dalla famosa rivista specializzata Quattroruote nel 1965 la pose a confronto con altre 12 concorrenti di pari classe; ne risultò la più veloce con 175,979 km/h, con gli altri modelli che oscillavano tra i 132 km/h e i 165 km/h.
La vettura, secondo le strategie dei vertici Alfa Romeo, doveva essere lanciata in concomitanza con l'inaugurazione del nuovo stabilimento di Arese, ma a causa dei continui ritardi nella consegna dello stesso, i primi esemplari di Giulia, che furono assemblati nel 1962, vennero realizzati interamente allo storico impianto milanese del Portello. Poi, per circa 2 anni, si ebbe una curiosa fase di transizione durante la quale le scocche erano prodotte ad Arese, mentre la componentistica meccanica proveniva ancora dal Portello. Ciò fu possibile per la distanza dei due siti produttivi, che era di soli 15 chilometri. La prima vettura ad essere prodotta interamente ad Arese fu invece la Giulia GT del 1963.
La targa MI A00000, la prima con una lettera in Italia, venne assegnata nel 1965 ad una Giulia TI.

## La prima serie (1962–1972)

### Le 1600

Il primo esemplare italiano di automobile avente una targa costituita anche da lettere. Fu installata il 7 aprile 1965 su un'Alfa Romeo Giulia. Sulla destra si può vedere Giuseppe Luraghi, all'epoca presidente dell'Alfa Romeo

La Giulia venne presentata presso l'Autodromo nazionale di Monza il 27 giugno 1962 nella versione TI (acronimo di Turismo Internazionale).
Grazie alla cilindrata di 1570 cm³ e all'alimentazione con un carburatore doppio corpo verticale Solex 32 PAIA/7, il motore poteva erogare una potenza di 92 CV DIN (106 SAE). Il cambio a 5 rapporti, all'epoca una chicca in genere riservata a vetture di alta sportività e classe, aveva di serie un tradizionale ma poco sportivo comando con la leva al volante, che ne condizionava la manovrabilità permettendo, però, l'adozione di un sedile anteriore unico e di conseguenza l'omologazione per sei posti. La plancia (in plastica grigia) incorporava una strumentazione ad andamento orizzontale (con tachimetro a nastro e un piccolo contagiri circolare sulla sinistra).

Nel 1963 venne presentata la versione alleggerita e potenziata "Giulia Ti Super", pensata per la partecipazione alle gare della categoria Turismo. 
Esternamente la "Ti Super" si riconosce per la sostituzione dei fari di profondità con prese d'aria circolari e per i quadrifogli adesivi sulle fiancate che per la prima volta appaiono su un'Alfa Romeo di serie. Omologata nel Gruppo 2 la "Ti Super" diede buona prova delle sue qualità, restituendo parecchie soddisfazioni all'Alfa Romeo che coniò lo slogan: "Giulia, la berlina che vince le corse".

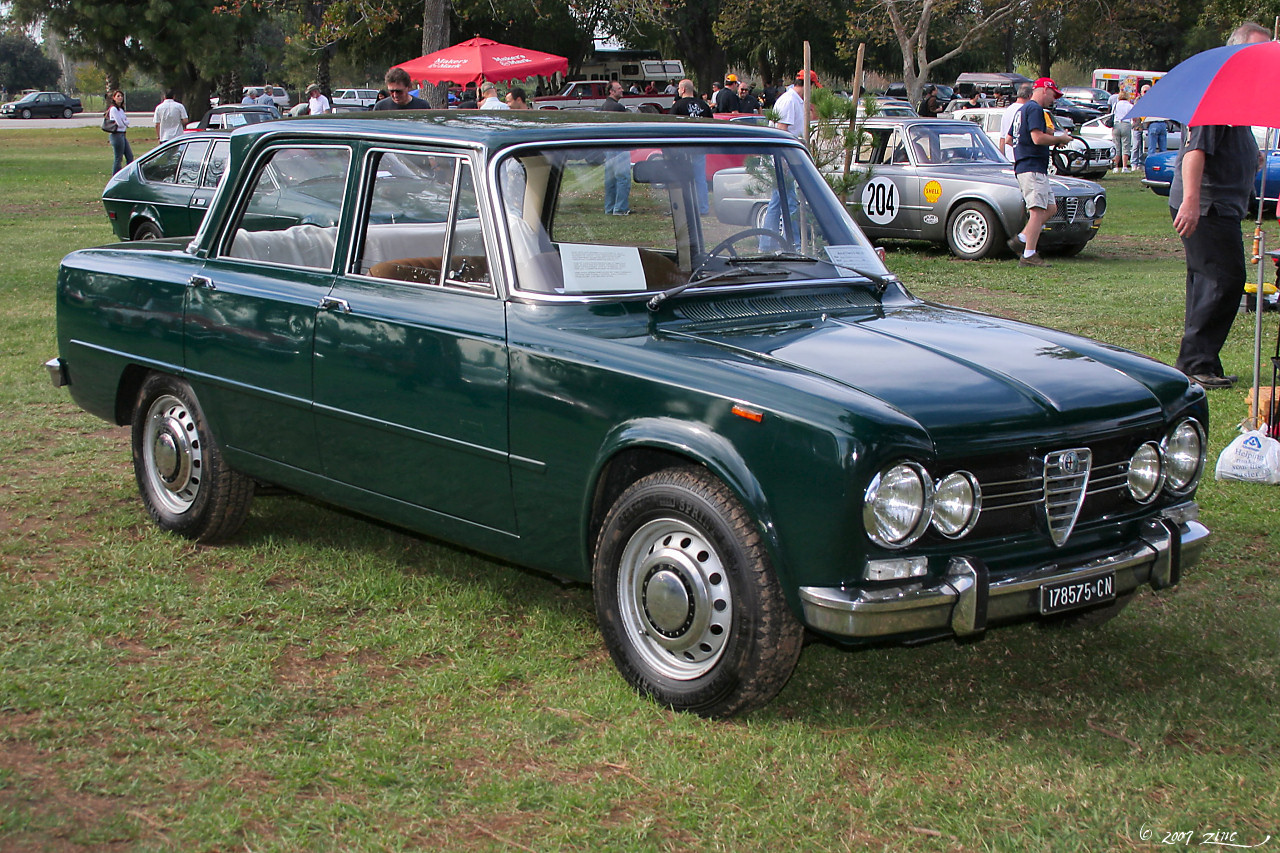
Un'Alfa Romeo Giulia 1600 S del 1967

Dopo averli sperimentati sulla "Ti Super", nel 1964 l'Alfa Romeo aggiornò anche la "1600 Ti" adottando 4 freni disco (dopo 22.000 esemplari con freni a tamburo), sedili anteriori separati e pensionando il cambio al volante in favore della cloche sul pavimento, prima disponibile solo a richiesta. Nel 1965 la "1600 TI" venne affiancata dalla "Giulia Super" conosciuta come "Bollo Oro" fino al 1969 e "Biscione" dal 1969 al 1972, a causa dei due fregi distintivi applicati ai montanti posteriori. Quest'ultima è la più riuscita, apprezzata e ricercata dai collezionisti. Finiture più curate (plancia rivestita in legno, strumentazione circolare, sedili ridisegnati, profilo "sottoporta" cromato, diversi fregi posteriori, biscioni smaltati sui montanti posteriori) erano le caratteristiche salienti della "Super", insieme con il motore che, grazie all'adozione di due carburatori doppio corpo orizzontali (Weber 40 DCOE4 oppure Solex 40 PHH/2 entrambi con venturi da 27), erogava 98 CV DIN (112 SAE). Il nuovo rapporto al ponte 9/41 le consentì di raggiungere nella prova su strada di Quattroruote i 177,154 km/h, velocità di poco superiore alla precedente "Ti", ma raggiunta a un minore regime di giri, con un miglioramento del comfort e dei consumi.

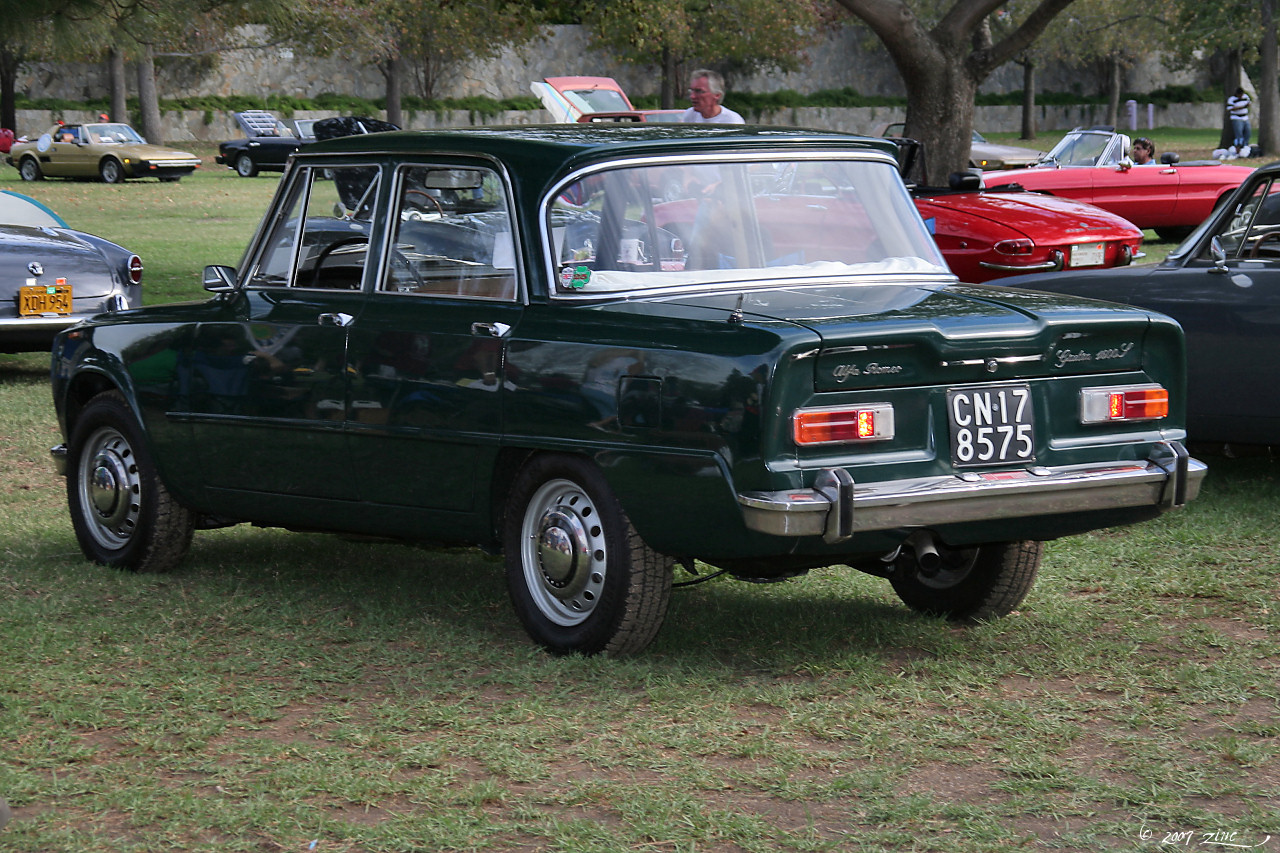
Il retro di un'Alfa Romeo Giulia 1600 S del 1967

Nello stesso anno, Pininfarina utilizzò la base meccanica della "1600" per costruire una propria versione coupé con carrozzeria aerodinamica che fu presentata al salone dell'automobile di Torino.
Nel 1967 la "1600 TI" uscì di listino venendo rimpiazzata, nel 1969, come versione di accesso, dalla "1600 S", che era dotata di un motore (sempre con un singolo carburatore doppio corpo) potenziato a 95 CV DIN (109 SAE), strumentazione simile alla "Super" ed eliminazione di quasi tutti i profili cromati.
Nel 1969 la "Super" venne potenziata a 102 CV DIN (116 SAE) grazie a nuovi alberi a camme e all'aumento del diametro dei tubi Venturi (da 27 a 30) dei carburatori (Weber 40 DCOE27 o Dell'Orto 40 DHLA o Solex C40 DDH/6) che le consentivano di raggiungere una velocità massima di 178,231 kh/h

### Le 1300

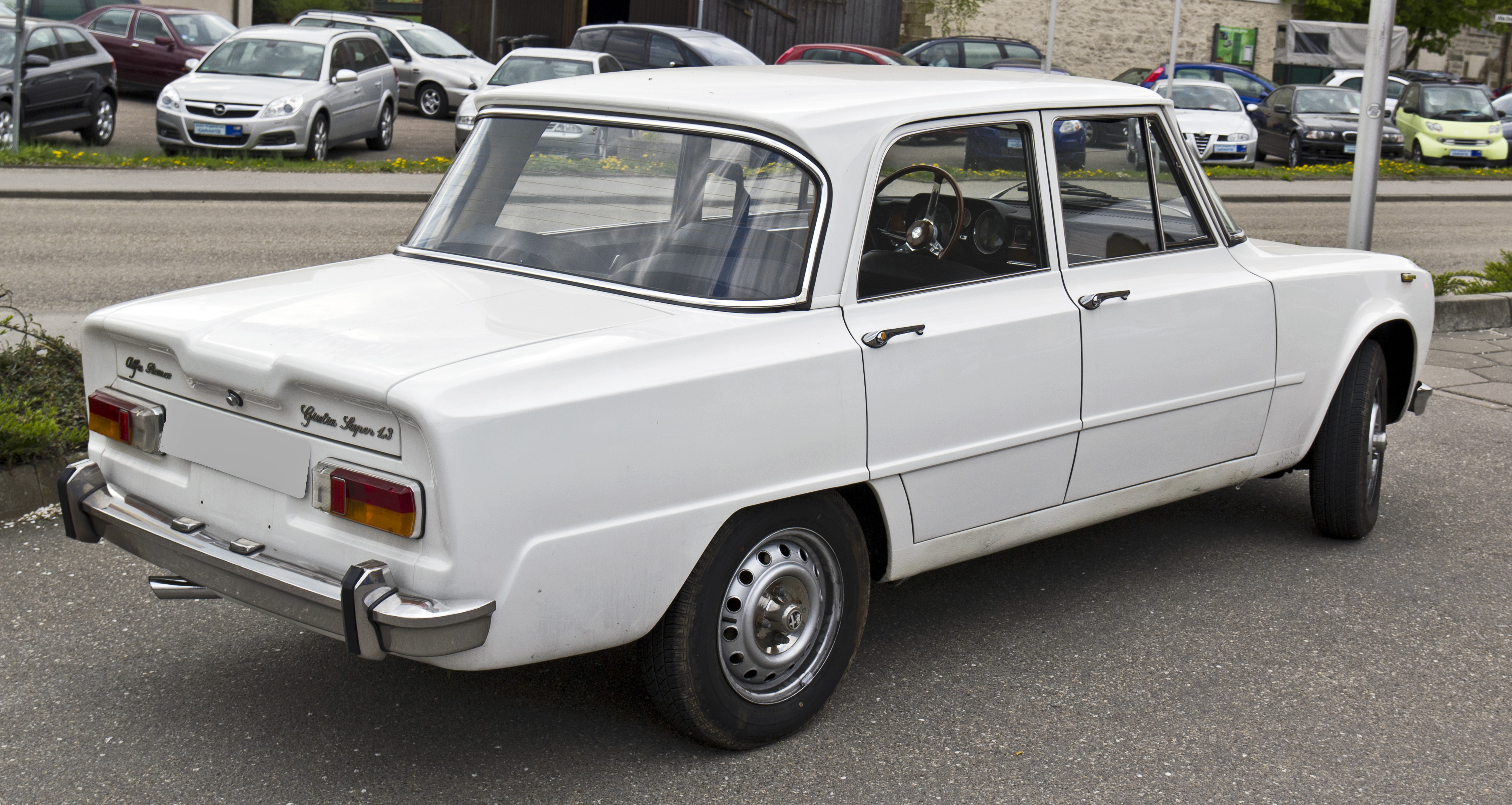
Il retro di un'Alfa Romeo Giulia Super 1,3 del 1972

Nel 1964 venne lanciato il modello d'accesso Giulia 1300, con motore di 1290 cm³ dotato di un carburatore doppio corpo che erogava 78 CV DIN (89 SAE) evoluzione di quello montato sulla Giulietta TI, cambio a 4 marce, frontale con due soli fari (anziché 4 come sulla 1600), interni molto semplificati e dotazione di accessori ridotta all'osso (mancavano anche la luce di retromarcia, i rostri ai paraurti ed il servofreno). Nonostante le economie si affermò immediatamente come la 1300 più veloce del mondo, con una punta dichiarata di oltre 155 km/h; nella prova di Quattroruote raggiunse i 160,392 km/h.

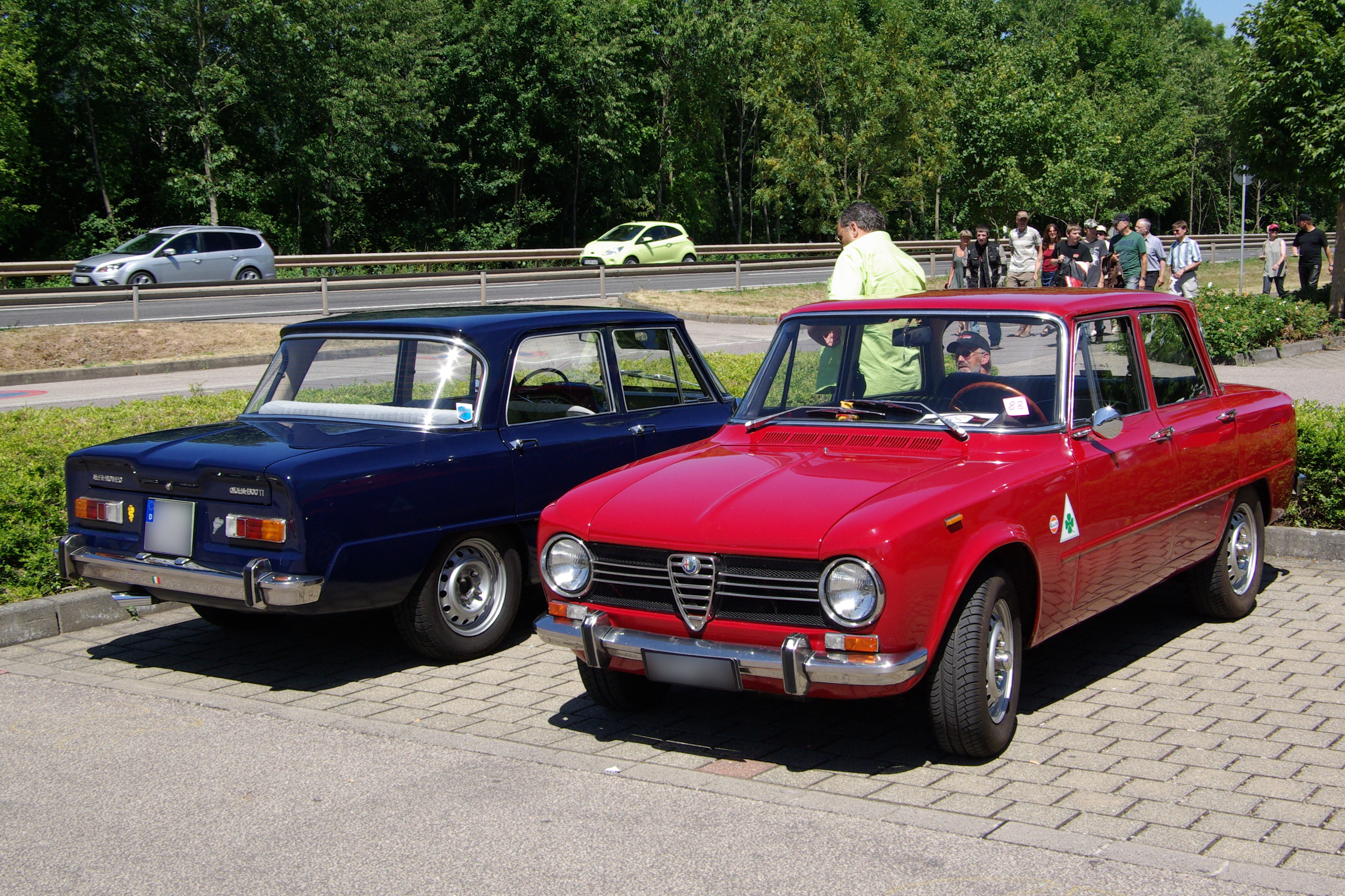
La Giulia 1300 TI del 1970

Nel 1966 venne presentata la 1300 TI, con motore di 1290 cm³ alimentato sempre da un carburatore doppio corpo verticale Solex 32 PAIA/7, ma potenziato a 82 CV DIN (94 SAE) grazie al superiore rapporto di compressione (9:1 invece di 8.5:1) e ai collettori di aspirazione e scarico maggiorati, simili a quelli della 1600 TI. Dalla 1600 ricevette anche il cambio ("L'unica 1300 a cinque marce", reclamizzava la casa) e finiture più curate. Sempre invariato il frontale con due soli fari.
Nel 1967 anche la 1300 TI ottenne il servofreno, la strumentazione ad andamento orizzontale divenne circolare e venne montato un nuovo volante sportivo a 3 razze. La calandra fu modificata adottando una semplice rete nera con tre listelli orizzontali cromati e variarono le feritoie alla base del parabrezza. Anche la Giulia 1300 base adottò le stesse modifiche esterne, pur rimanendo senza rostri ai paraurti.
Nel 1969 la 1300 TI venne dotata di frizione a comando idraulico con molla a diaframma; nel 1970 ricevette un nuovo impianto frenante a doppio circuito, la pedaliera infulcrata in alto, il correttore di frenata al retrotreno, l'alternatore al posto della dinamo e il passaggio a cerchi da 14" con pneumatici 165/80 (quest'ultima modifica venne effettuata anche sulla 1300 base). Accreditata di una velocità massima di oltre 160 km/h, nella prova di Quattroruote raggiunse i 163,456 km/h
Nel 1970 nacque la Giulia 1300 Super, che riprendeva le finiture dell'omonima versione 1600 (ma il frontale rimaneva a fari singoli), raggiungendo prestazioni ancora più elevate grazie al motore 1300 alimentato con 2 carburatori orizzontali doppio corpo (Weber 40 DCOE 28, Dell'Orto DHLA 40, Solex C 40 DDH/4) da 89 CV DIN (103 SAE) già utilizzato sulla GT Junior fin dal 1966. Nella prova di Quattroruote raggiunse i 166,879 km/h a fronte di una velocità dichiarata di 165 km/h.
Nel 1971 anche la 1300 base ricevette il servofreno e la pedaliera infulcrata in alto ma, nello stesso anno, venne tolta dal listino senza aver mai subito altre modifiche.

## La seconda serie (1972–1977)

### La Giulia Super "unificata"

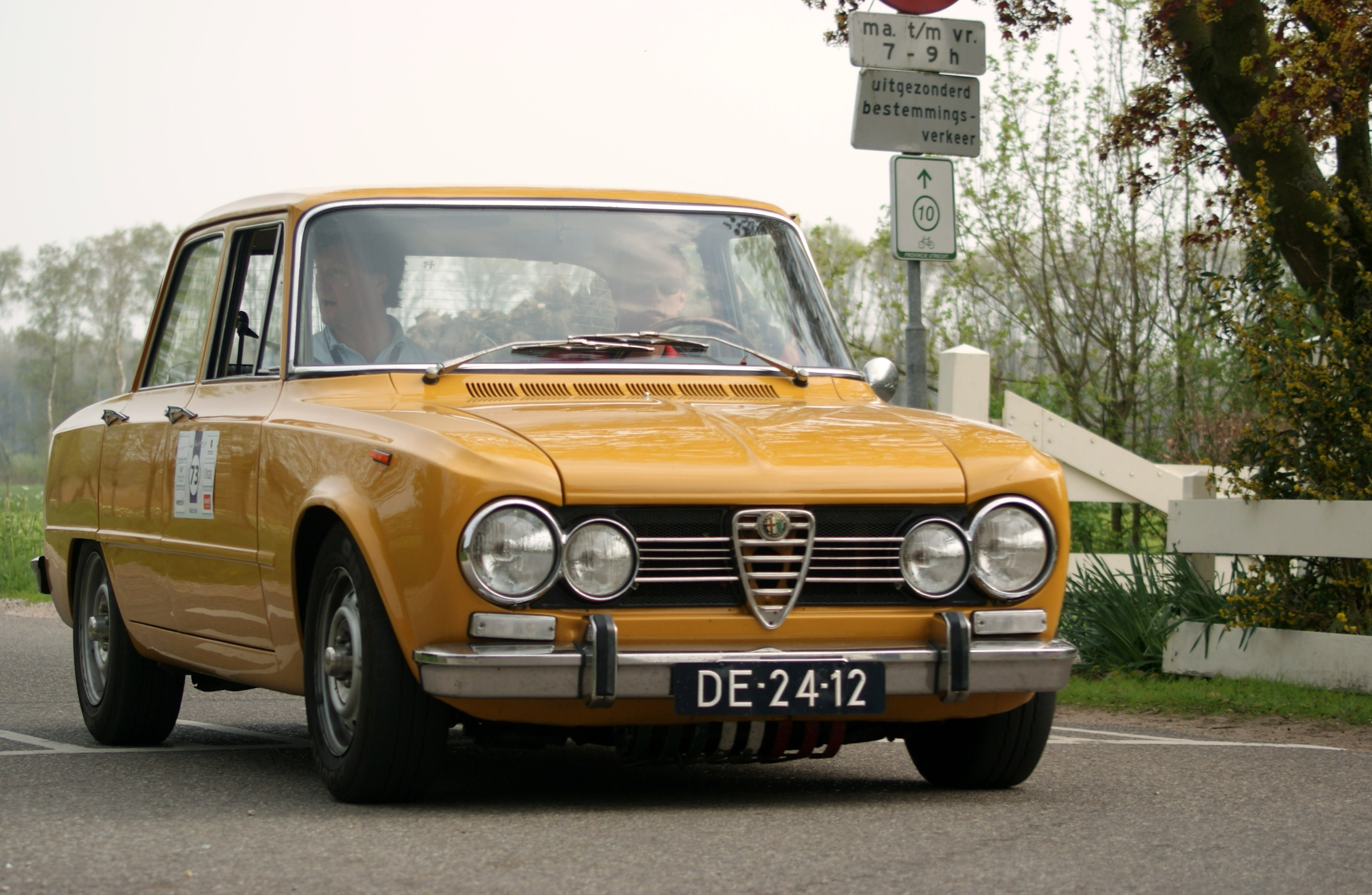
Un'Alfa Romeo Giulia Super 1,3 del 1973

Nel 1972, in occasione di un leggero ma significativo restyling, la gamma venne semplificata e l'offerta ridotta a due soli modelli. Le modifiche estetiche riguardarono la calandra (ora solo nella unica configurazione nera con 5 barre cromate), l'eliminazione delle cornici cromate attorno alle luci posteriori e i cerchi ruota con borchie cromate e bulloni a vista.
All'interno venne mantenuto l'allestimento Super, con alcune semplificazioni (pavimento in gomma anziché in moquette). La Giulia Super (questa la nuova denominazione) era disponibile nelle due versioni, assolutamente identiche (a parte i gocciolatoi e canaline cromati per la 1.6) anche nel frontale a 4 fari, "1.3" da 89 CV DIN (103 SAE) e "1.6" da 102 CV DIN (116 SAE).

### La Nuova Super

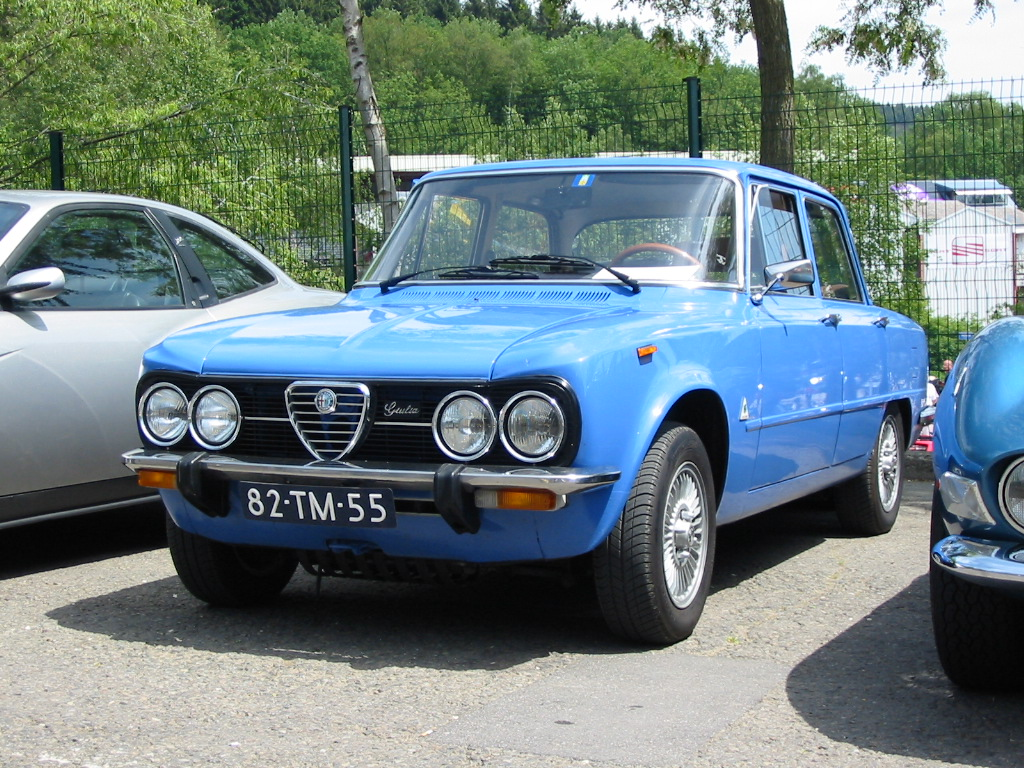
Un'Alfa Romeo Nuova Super del 1974

Nel 1974 un restyling più consistente diede vita alla Nuova Super. A cambiare furono il frontale (nuova calandra in plastica nera, diverso scudetto Alfa Romeo, cofano motore liscio), i paraurti (più avvolgenti), la coda (cofano liscio, diverso layout delle luci) e gli interni (plancia rivista, consolle centrale con bocchette di ventilazione frontali, pavimento in moquette, sedili con poggiatesta). Per quanto riguarda invece la meccanica, non ci fu nessuna novità. La gamma rimaneva composta delle versioni "1,3" da 89 CV e "1,6" da 102 CV (DIN).

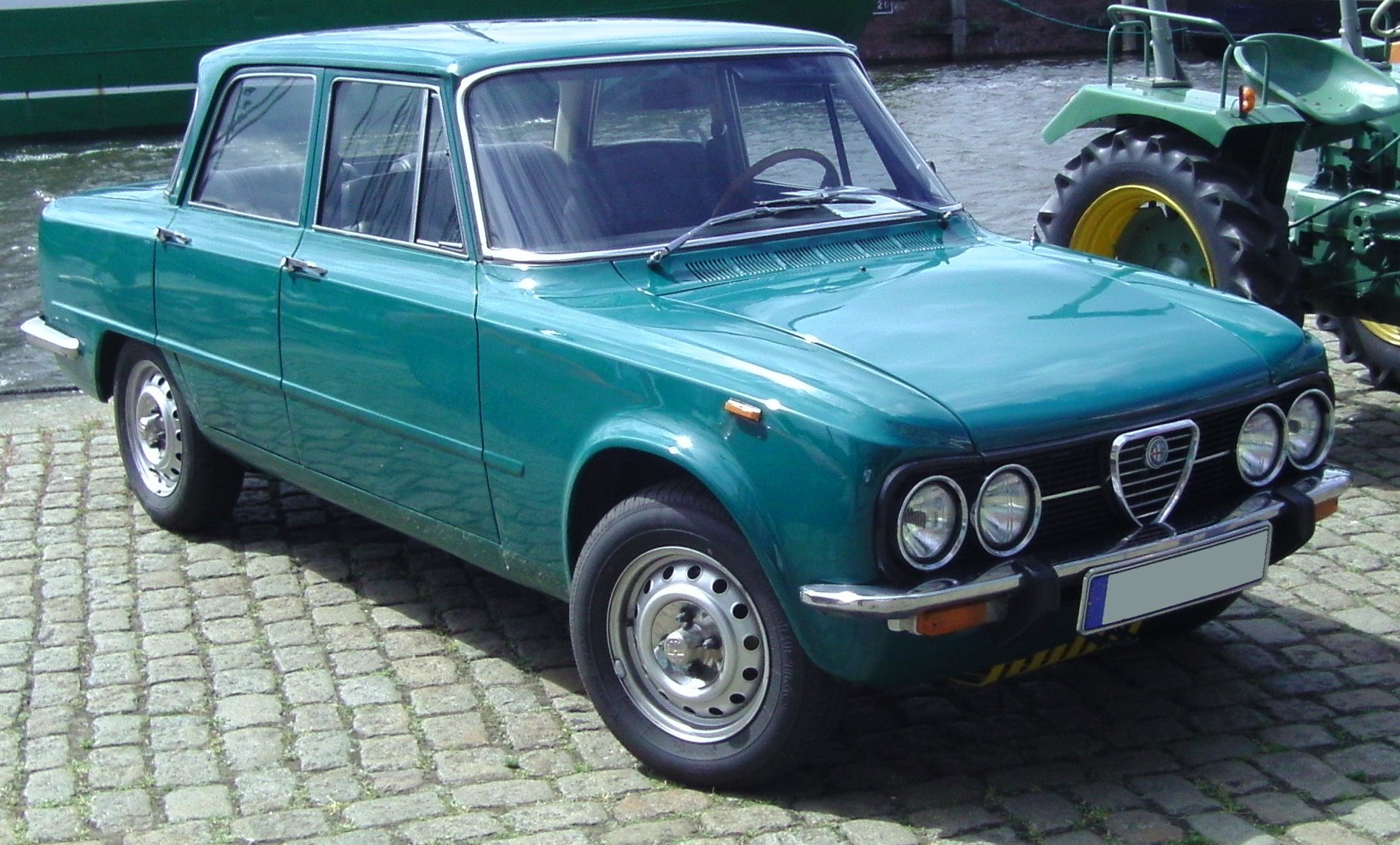
Un'Alfa Romeo Nuova Super 1,6

Nonostante gli anni trascorsi, la Giulia continuava a distinguersi, anche in quest'ultima versione, per le doti motoristiche , telaistiche ed aerodinamiche: una nota rivista specializzata annotò "la berlina 1300 più veloce del mercato", e ancora nell'accelerazione da fermo "il tempo sul chilometro da fermo [...] è ancora oggi il migliore ottenuto da berline 1300".
Nel 1976 venne lanciata la Nuova Super Diesel, mossa da un 4 cilindri Diesel di 1760 cm³ prodotto dalla Perkins Engines (era lo stesso dei furgoni Alfa Romeo F12). Progetto figlio della crisi petrolifera, adottava un motore da 55 CV  secondo le specifiche SAE equivalenti a 52 CV DIN, che consentiva una velocità massima di 138 km/h dichiarati dalla Casa. Costruito interamente in ghisa, già per l'epoca era considerato poco adatto ad una berlina di impostazione sportiva a causa del suo eccessivo peso. La Nuova Super Diesel non ottenne il successo commerciale sperato e ne vennero prodotte all'incirca 6.500. Questa versione ebbe però un primato: fu la prima autovettura con motore Diesel ad entrare ufficialmente nel listino Alfa Romeo.

## Varianti di carrozzeria e vetture derivate
La versatilità tecnica della Giulia fu ampiamente sfruttata dall'Alfa Romeo negli anni sessanta e nei primissimi anni settanta tanto che, fino all'esordio dell'Alfetta e dell'Alfasud, tutta la gamma era composta da modelli basati sulla sua meccanica.

### Coupé

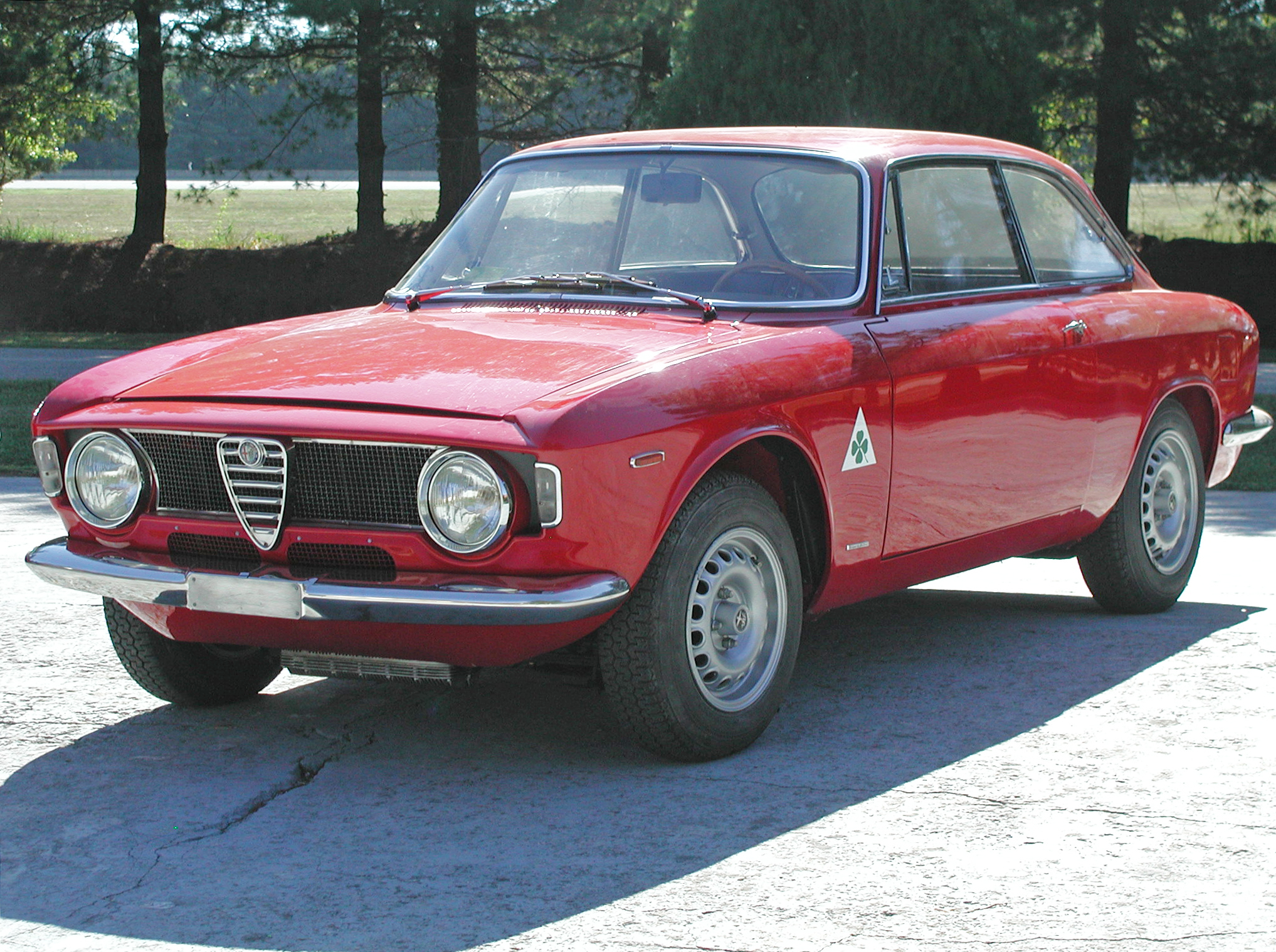
Un'Alfa Romeo Giulia Sprint GTA "Scalino" versione stradale del 1966

Le principali varianti di carrozzeria erano le coupé:
- Alfa Romeo Giulia GT (chiamata inizialmente Giulia Sprint GT)
- Alfa Romeo Giulia GTA (versione sportiva della Giulia Sprint GT Veloce)
- Alfa Romeo Giulia GT 1300 Junior (versione economica della Giulia GT; sin dalla presentazione perse il nome "Giulia")

### Cabriolet
Accanto alle coupé vi era la versione cabriolet, che venne prodotta in soli 1000 esemplari, per un periodo di tempo limitato:
- Alfa Romeo Giulia Sprint GTC (versione cabriolet della Giulia Sprint GT)

### Spider
Le altre varianti erano le spider a due posti:
- Alfa Romeo Giulia Spider/Giulia Spider Veloce  (era il restyling della precedente Giulietta Spider; il pianale pertanto restò quello della Giulietta)
- Alfa Romeo Spider (Duetto) (erede della Giulia Spider; la versione con motore 1600 fu inizialmente chiamata Alfa Romeo Spider "Duetto", mentre quella con motore 1300 venne denominata Spider 1300 Junior. Dopo 190 esemplari la vettura perse il nome "Duetto".

### Familiare

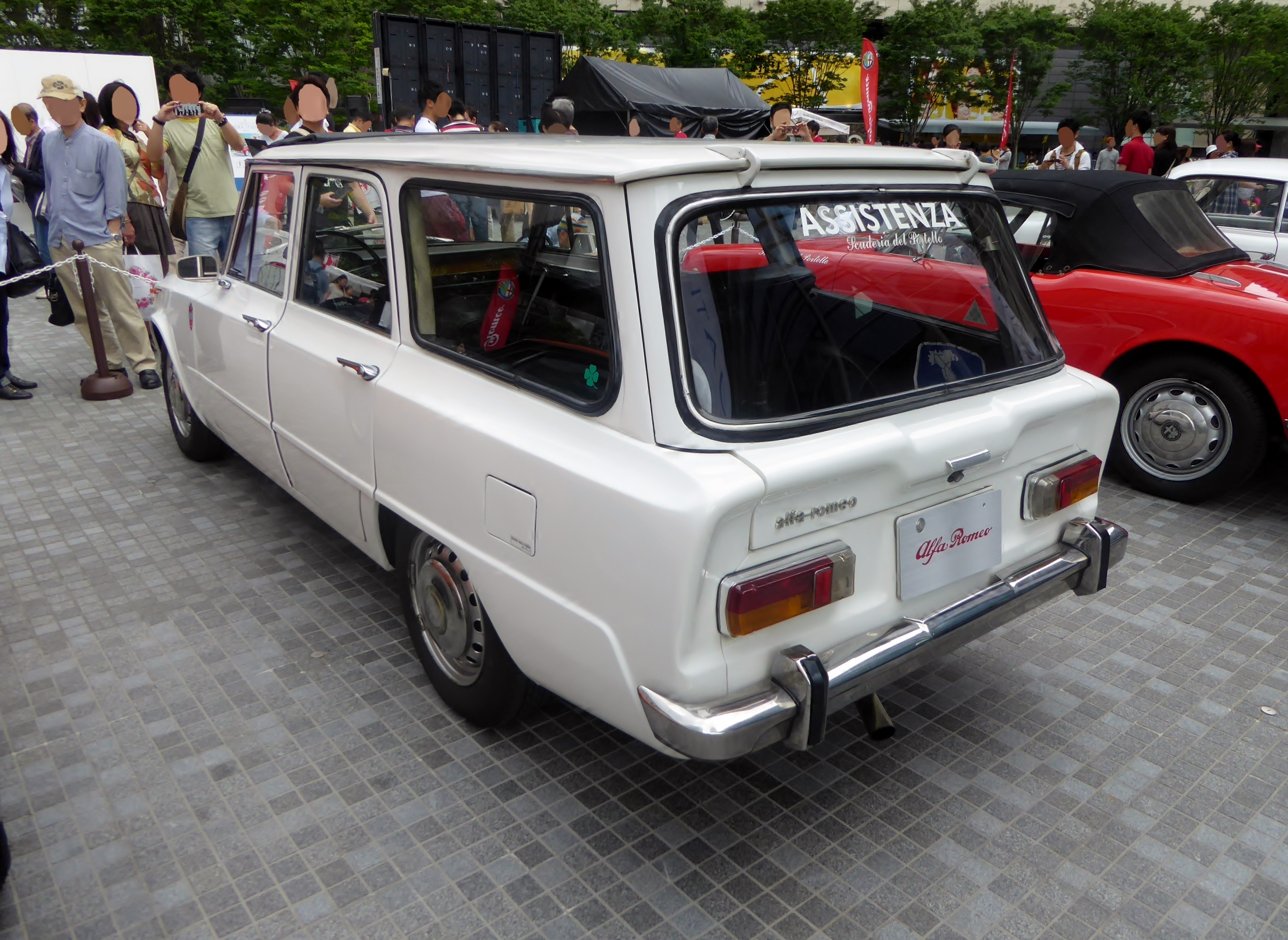
Un'Alfa Romeo Giulia versione promiscua

Infine, ne sono stati realizzati alcuni esemplari con carrozzeria familiare che furono denominati Giulia Promiscua (o Giardinetta). Ne fu anche prodotta una versione speciale furgonata in uso alla Polizia stradale, ai servizi di assistenza tecnica dei concessionari, alle officine autorizzate e alle squadre corse. Tutte erano equipaggiate con il motore 1600.
Ne sono stati costruiti pochi esemplari realizzati dai seguenti carrozzieri indipendenti:
- Carrozzeria Colli (1963)
- Carrozzeria Grazia di Bologna
- Carrozzeria Giorgetti di Montecatini Terme, che costruiva gli esemplari per la Polizia stradale
- Carrozzeria Introzzi di Lipomo

Trattandosi di realizzazioni semi-artigianali, gli esemplari dei vari carrozzieri differivano fra loro, rispetto alla Giulia berlina originale, per alcuni particolari.

### Torpedo
Nel 1965 la Carrozzeria Colli, su richiesta della dirigenza Alfa Romeo, allestì una versione con carrozzeria aperta di tipo spiaggina della "Giulia", da utilizzare quale automobile di rappresentanza all'interno dell'azienda, in caso di visite ufficiali.
Denominata "Torpedo" e realizzata su autotelai "Giulia Super" in due soli esemplari, la vettura è priva del padiglione e delle portiere ed è dotata di tendalino di copertura amovibile, ancorato al parabrezza e, al posteriore, ad apposite centine tubolari. Gli interni sono caratterizzati da due ampi divani, con braccioli sporgenti dalla carrozzeria.
Tra le varie personalità, nel 1966 la "Giulia Super Colli Torpedo" ospitò il Presidente della Repubblica Giuseppe Saragat, durante la sua visita per portare il saluto alle maestranze della fabbrica di Arese.
Entrambi gli esemplari, non omologati per la circolazione stradale, sono perfettamente conservati. Uno dei due è presente nella collezione del Museo storico Alfa Romeo.

### Modelli derivati
Le derivate che hanno sfruttato lo stesso pianale della Giulia sono invece:
- Alfa Romeo Montreal
- Alfa Romeo 1750/2000 Berlina
- Alfa Romeo Gran Sport Quattroruote

### Giulia Sprint
Nel 1962 entra a listino la Giulia Sprint, ma si tratta in realtà di una nuova versione della vecchia Giulietta Sprint con il motore da 1.6 litri della Giulia.

## La produzione[10]
| Versione           | Anni di produzione |
| ------------------ | ------------------ |
| Giulia TI          | dal 1962 al 1968   |
| Giulia TI Super    | dal 1963 al 1964   |
| Giulia 1300        | dal 1964 al 1971   |
| Giulia Super       | dal 1965 al 1971   |
| Giulia 1300 TI     | dal 1965 al 1972   |
| Giulia 1300 Super  | dal 1970 al 1972   |
| Giulia 1600 S      | dal 1968 al 1970   |
| Giulia Super 1.3   | dal 1972 al 1974   |
| Giulia Super 1.6   | dal 1972 al 1974   |
| Nuova Super 1.3    | dal 1974 al 1977   |
| Nuova Super 1.6    | dal 1974 al 1977   |
| Nuova Super Diesel | 1976               |

| Caratteristiche tecniche - Alfa Romeo Giulia TI - 1962                                                                          | Caratteristiche tecniche - Alfa Romeo Giulia TI - 1962 | Caratteristiche tecniche - Alfa Romeo Giulia TI - 1962 | Caratteristiche tecniche - Alfa Romeo Giulia TI - 1962 | Caratteristiche tecniche - Alfa Romeo Giulia TI - 1962 | Caratteristiche tecniche - Alfa Romeo Giulia TI - 1962 |
| --- | --- | --- | --- | --- | --- |
| | | | | | |
| Configurazione | | | | | |
| Carrozzeria: Berlina | Carrozzeria: Berlina | Posizione motore: anteriore | Posizione motore: anteriore | Trazione: posteriore | Trazione: posteriore |
| Dimensioni e pesi | | | | | |
| Ingombri (lungh.×largh.×alt. in mm): 4140 × 1560 × 1430                                                                         | Ingombri (lungh.×largh.×alt. in mm): 4140 × 1560 × 1430 | Ingombri (lungh.×largh.×alt. in mm): 4140 × 1560 × 1430 | Ingombri (lungh.×largh.×alt. in mm): 4140 × 1560 × 1430 | Diametro minimo sterzata: | Diametro minimo sterzata: |
| Interasse: 2510 mm | Interasse: 2510 mm | Carreggiate: anteriore 1310 mm. - posteriore 1270 mm. mm | Carreggiate: anteriore 1310 mm. - posteriore 1270 mm. mm | Altezza minima da terra: | Altezza minima da terra: |
| Posti totali: 6 | Posti totali: 6 | Bagagliaio: | Bagagliaio: | Serbatoio: 46 litri | Serbatoio: 46 litri |
| Meccanica | | | | | |
| Tipo motore: 4 cilindri in linea ciclo Otto con camere di scoppio emisferiche                                                   | Tipo motore: 4 cilindri in linea ciclo Otto con camere di scoppio emisferiche | Tipo motore: 4 cilindri in linea ciclo Otto con camere di scoppio emisferiche | Cilindrata: (Alesaggio x corsa = 78 x 82 mm), 1.570 cm³ | Cilindrata: (Alesaggio x corsa = 78 x 82 mm), 1.570 cm³ | Cilindrata: (Alesaggio x corsa = 78 x 82 mm), 1.570 cm³ |
| Distribuzione: 2 valvole per cilindro (quelle di scarico bimetalliche al sodio), doppio albero a camme in testa e doppia catena | Distribuzione: 2 valvole per cilindro (quelle di scarico bimetalliche al sodio), doppio albero a camme in testa e doppia catena | Distribuzione: 2 valvole per cilindro (quelle di scarico bimetalliche al sodio), doppio albero a camme in testa e doppia catena | Alimentazione: un carburatore Solex PAIA-7 | Alimentazione: un carburatore Solex PAIA-7 | Alimentazione: un carburatore Solex PAIA-7 |
| Prestazioni motore | Potenza: 92 CV DIN (106 CV SAE) a 6000 giri/min | Potenza: 92 CV DIN (106 CV SAE) a 6000 giri/min | Potenza: 92 CV DIN (106 CV SAE) a 6000 giri/min | Potenza: 92 CV DIN (106 CV SAE) a 6000 giri/min | Potenza: 92 CV DIN (106 CV SAE) a 6000 giri/min |
| Frizione: Monodisco a secco | Frizione: Monodisco a secco | Frizione: Monodisco a secco | Cambio: A 5 rapporti + RM | Cambio: A 5 rapporti + RM | Cambio: A 5 rapporti + RM |
| Telaio | | | | | |
| Corpo vettura | Scocca metallica autoportante a struttura progressivamente differenziata | Scocca metallica autoportante a struttura progressivamente differenziata | Scocca metallica autoportante a struttura progressivamente differenziata | Scocca metallica autoportante a struttura progressivamente differenziata | Scocca metallica autoportante a struttura progressivamente differenziata |
| Sospensioni | anteriori: Indipendenti, bracci trasversali, biella obliqua, molle elicoidali, barra stabilizzatrice, ammortizzatori idraulici telescopici / posteriori: A ponte rigido, molle elicoidali, bracci longitudinali, ammortizzatori idraulici telescopici | anteriori: Indipendenti, bracci trasversali, biella obliqua, molle elicoidali, barra stabilizzatrice, ammortizzatori idraulici telescopici / posteriori: A ponte rigido, molle elicoidali, bracci longitudinali, ammortizzatori idraulici telescopici | anteriori: Indipendenti, bracci trasversali, biella obliqua, molle elicoidali, barra stabilizzatrice, ammortizzatori idraulici telescopici / posteriori: A ponte rigido, molle elicoidali, bracci longitudinali, ammortizzatori idraulici telescopici | anteriori: Indipendenti, bracci trasversali, biella obliqua, molle elicoidali, barra stabilizzatrice, ammortizzatori idraulici telescopici / posteriori: A ponte rigido, molle elicoidali, bracci longitudinali, ammortizzatori idraulici telescopici | anteriori: Indipendenti, bracci trasversali, biella obliqua, molle elicoidali, barra stabilizzatrice, ammortizzatori idraulici telescopici / posteriori: A ponte rigido, molle elicoidali, bracci longitudinali, ammortizzatori idraulici telescopici |
| Freni | anteriori: a tamburo di tre ceppi / posteriori: a tamburo di due ceppi | anteriori: a tamburo di tre ceppi / posteriori: a tamburo di due ceppi | anteriori: a tamburo di tre ceppi / posteriori: a tamburo di due ceppi | anteriori: a tamburo di tre ceppi / posteriori: a tamburo di due ceppi | anteriori: a tamburo di tre ceppi / posteriori: a tamburo di due ceppi |
| Pneumatici | 155 x 15 | 155 x 15 | 155 x 15 | 155 x 15 | 155 x 15 |
| Prestazioni dichiarate | | | | | |
| Velocità: oltre 165 km/ora km/h                                                                                                 | Velocità: oltre 165 km/ora km/h | Velocità: oltre 165 km/ora km/h | Accelerazione: | Accelerazione: | Accelerazione: |
| Consumi | 10,5 lt/100 km | 10,5 lt/100 km | 10,5 lt/100 km | 10,5 lt/100 km | 10,5 lt/100 km |

## La Giulia in dotazione alle forze dell'ordine

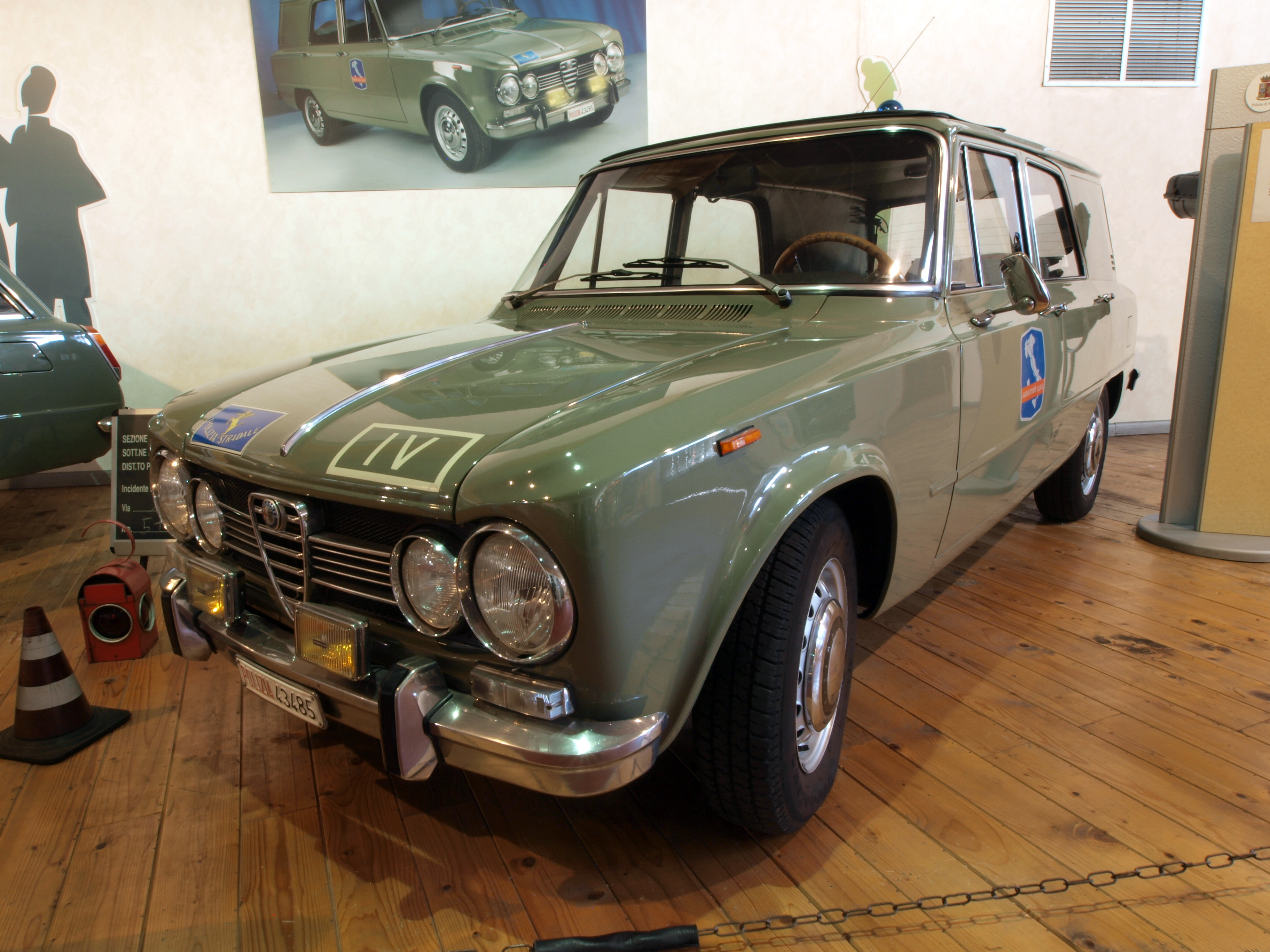
Una Giulia Promiscua, in dotazione alla Polizia stradale

Per molti anni la Giulia è stata in dotazione a Polizia, Guardia di Finanza e Carabinieri (nonché auto preferita dai malviventi per le loro fughe) in forza della sua velocità, agilità e tenuta di strada. Proprio queste sue caratteristiche l'hanno fatta diventare un'icona del cinema poliziottesco degli anni settanta.
Le Giulia berlina hanno trovato largo impiego nei diversi reparti di Polizia, Carabinieri e Guardia di Finanza.
Le Giulia Promiscua (c.d Speciale) venne principalmente impiegata nei servizi di pattugliamento e pronto intervento di Polizia stradale. Caratteristiche salienti dell'allestimento erano il tettuccio apribile che permetteva agli operatori di effettuare rilievi fotografici da posizione sopraelevata e l'assenza del divano posteriore sostituito da un singolo strapuntino. All'interno del vano di carico trovavano alloggiamento la cartellonistica stradale, torce a vento, torce elettriche coperte, tanica, kit di pronto soccorso, crick idraulico, coni di segnalazione e kit di rilevamento incidente stradale.
Degna di nota la Giulia berlina Specializzata, una versione semiblindata assegnata ad alcuni Comandi di Polizia. Sulla base della Giulia nella colorazione verde salvia era dotata di parabrezza blindato suddiviso in tre parti (all'epoca non esisteva una tecnologia tale da realizzare cristalli blindato ad andamento curvo). Altre caratteristiche erano la presenza delle catene metalliche anti foratura davanti alle ruote anteriori (come l'Alfa Romeo 1900 sempre della Polizia), l'assenza del lampeggiante sul tetto (spostato sul ripiano sottolunotto) e la paratia antiproiettile alloggiata all'interno del cofano motore)
Adoperata nelle varie versioni e motorizzazioni, anche da parte delle società autostradali, numerosi esemplari a fine carriera sono stati rivenduti a società o direttamente a privati. Non pochi esemplari sono stati restaurati da collezionisti. Lo stesso Museo delle auto della Polizia di Stato vanta alcune varianti di Giulia in livrea.
Questa vettura è stata adottata anche dalla Guardia di Finanza, nella versione 1600. Nel 1970 il Corpo acquistò un consistente lotto di Giulia con specifiche esclusive per le Fiamme Gialle. Montarono infatti il più potente motore dell'Alfa 1750, per poter competere con le veloci vetture dei contrabbandieri. Furono distribuite ai Nuclei Mobili e fecero un egregio servizio sino alla fine degli anni '70.

## La Giulia nei fatti di cronaca
Una Giulia 1300 fu la vettura con la quale i fratelli Leopoldo e Giovanni Pirelli ebbero un grave tamponamento a catena avvenuto l'11 marzo 1973 nella galleria Monte Castelletti dell'Autostrada A12 Genova - Sestri Levante, a Sori, in cui rimasero entrambi gravemente ustionati. Giovanni Pirelli morì il 3 aprile successivo.
La Giulia 1300 dei fratelli Pirelli, ferma in coda, venne tamponata da una Fiat 128 e si incendiò. L'autista dei fratelli Pirelli, Aldo Nardi, riuscì ad uscire dalla Giulia negli istanti successivi all'incidente e ad estrarre i fratelli Pirelli dalla vettura in fiamme. Giovanni, rimasto qualche istante in più a bordo della vettura, riportò ustioni di terzo grado sul 70% del corpo e morì il 3 aprile 1973.